# Alexandre (fotograaf)
Albert Édouard Drains bekend onder het pseudoniem Alexandre, (Parijs, 1855 – Nice, 1925) was een Frans-Belgisch fotograaf. Hij vervulde een belangrijke rol bij de invoering van de kunstfotografie in België nadat hij in 1875 naar Brussel verhuisde. Het werk van Alexandre wordt beschouwd als onderdeel van het picturalisme.

## Leven en werk
Alexandre, geboren in 1855, verhuisde in 1875 naar Brussel. Hij nam deel aan tentoonstellingen van de Association Belge de Photographie waarvan hij in 1886 lid werd en in 1888 had hij een solotentoonstelling bij de Cercle Artistique et Littéraire de Bruxelles. Critici uit zijn tijd waardeerden het werk van Alexandre vanwege zijn kunstzinnige uitstraling en thema's. Een eigenschap die op dat moment nog relatief nieuw en onbekend was binnen het vakmanschap van de fotografie. 
Alexandre had nauw contact met kunstenaars van de progressieve groep Les XX, waaronder Xavier Mellery, Jean Delville en Fernand Khnopff. In opdracht van Khnopff maakte Alexandre een aantal foto's van zijn schilderijen. Khnopff zou vervolgens deze platinum afdrukken ten aanzien van een aantal details in kleuren en vervolgens als een origineel kunstwerk verkopen. 
De reputatie van Alexandre reikte ook tot aan Groot-Brittannië waar hij lid was lid van The Linked Ring, een vereniging van fotografen die hun vakgebied niet alleen als onderdeel van de wetenschap zagen maar ook een onderdeel van de schone kunsten. Ook was hij lid van de Belgische fotografievereniging L'Effort (1901-1910)
In 1897 opende Alexandre zijn eigen fotostudio en richtte hij zich ook op studio- en portretfotografie. Hij maakte onder andere foto's in opdracht van de Koninklijke familie. Vanaf 1907 zou hij niet meer deelnemen aan tentoonstellingen. Zijn experimentele fase in zijn carrière is daarmee relatief kort gebleven.

## Galerij

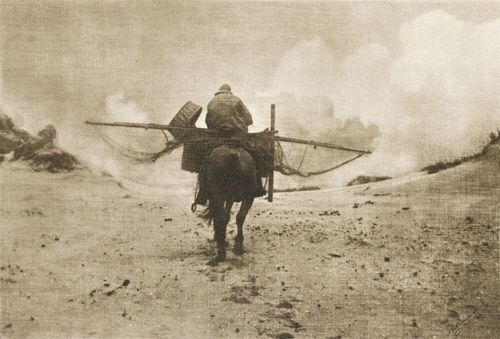
Visser (1899). Gepubliceerd in Die Kunst in der Photographie
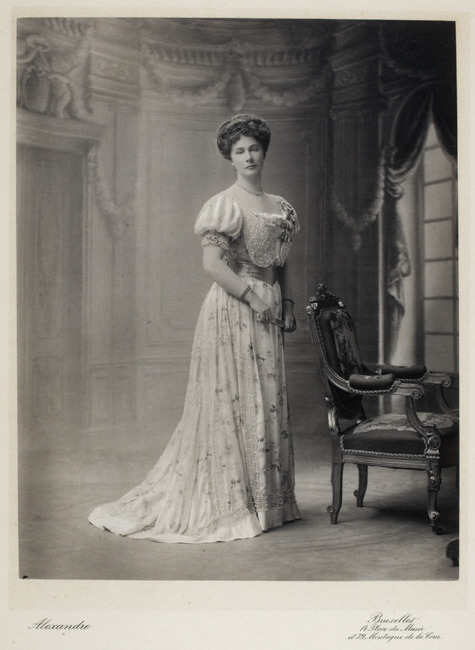
Pauline Adrienne van Lennep (circa 1880-1910)
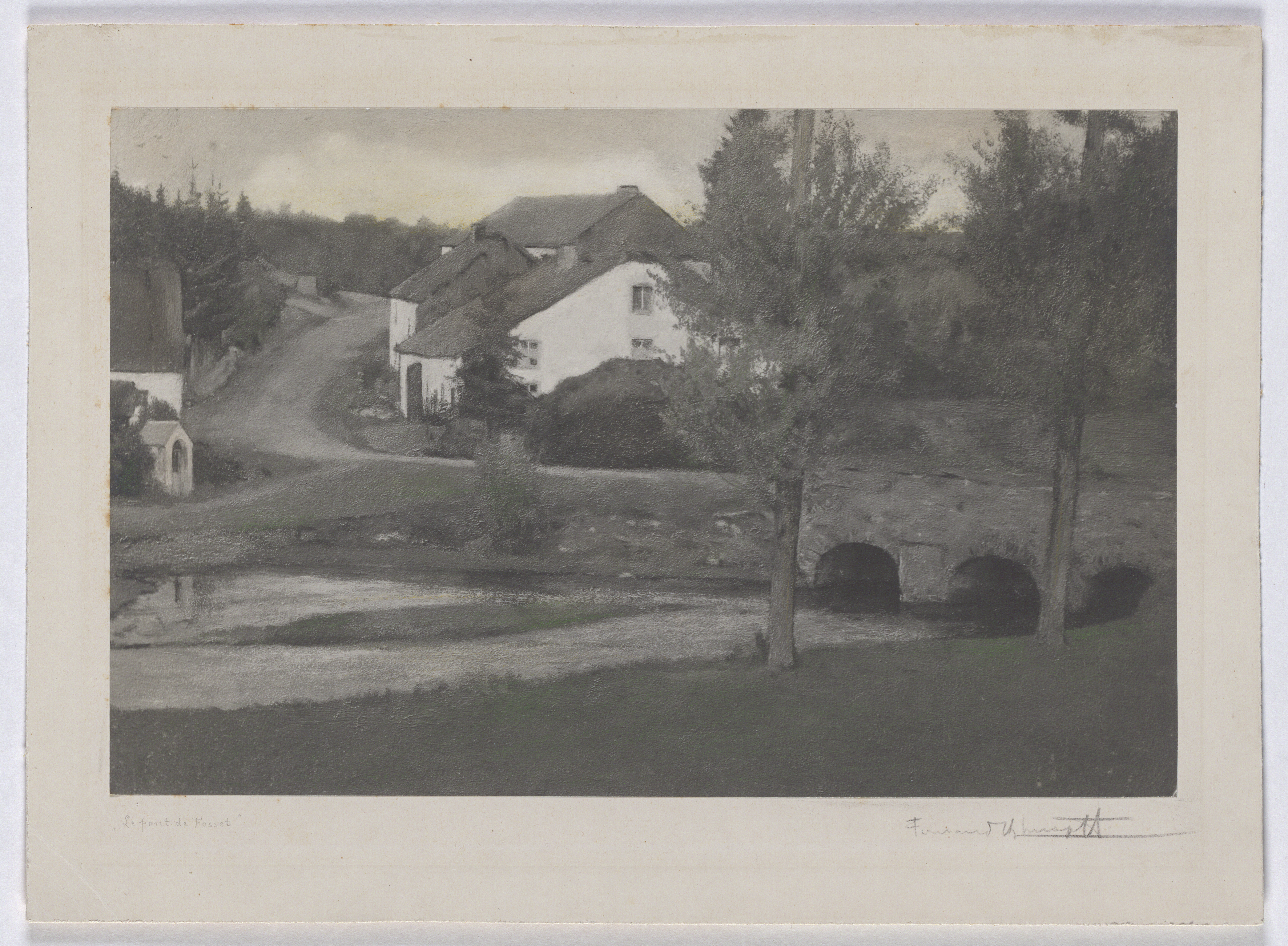
De Brug van Fosset (1897) Door Fernand Khnopff bewerkte foto

- PIC: 310791
- RKD-Nederlands Instituut voor Kunstgeschiedenis: 379253